# ピレネー＝オリアンタル県の郡

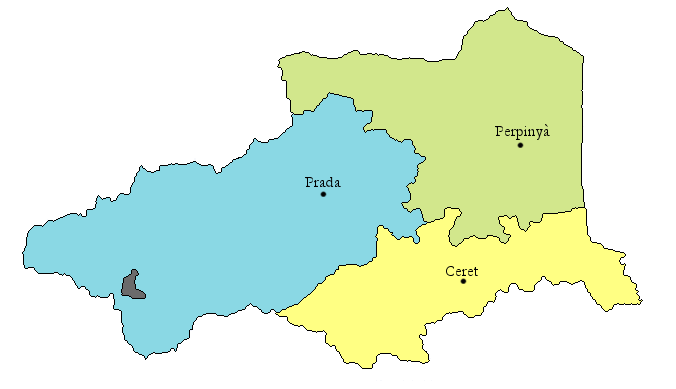
3つの郡の地図

ピレネー＝オリアンタル県の郡では、フランスのピレネー＝オリアンタル県にある郡について解説する。

## 郡の一覧
ピレネー＝オリアンタル県には、3つの郡が存在し、3郡の合計で、31の小郡、226のコミューンがある。
- セレ郡（郡庁所在地：セレ）

5の小郡、40のコミューンがある。郡の人口は、1990年には61,056人、1999年には66,624人で、9.12％増加している。
- ペルピニャン郡（県庁所在地：ペルピニャン）

20の小郡、86のコミューンがある。郡の人口は、1990年には265,223人、1999年には287,272人で、8.31％増加している。
- プラード郡（郡庁所在地：プラード）

6の小郡、100のコミューンがある。郡の人口は、1990年には37,517人、1999年には38,907人で、3.7％増加している。